# Take a Bow
„Take a Bow” este un cântec al interpretei americane Madonna pentru cel de-al șaselea ei album de studio, Bedtime Stories (1994). Piesa a fost lansată drept cel de-al doilea disc single extras de pe album la 29 noiembrie 1994 sub egida casei de discuri Maverick Records. „Take a Bow” este o baladă pop cu un tempo moderat, compusă și produsă de Madonna și Babyface. Melodia este prezentă și în compilațiile Something to Remember (1995), GHV2 (2001) și Celebration (2009). În urma imaginii explicit sexuale portretizate în materialul discografic anterior, Erotica, solista și-a dorit să își amelioreze reputația prin discul Bedtime Stories. Artista a început să colaboreze cu Babyface, declarându-se impresionată de lucrările acestuia realizate împreună cu alți muzicieni. „Take a Bow” a rezultat din colaborarea dintre cei doi, după ce Madonna a ascultat beat-ul și acordurile versiunii demonstrative a melodiei.
Înregistrat la studiourile The Hit Factory din New York, cântecul a fost susținut de o orchestră completă. „Take a Bow” a reprezentat, de asemenea, prima oară când Babyface lucrează cu coarde live, la sugestia solistei. Piesa conține coarde orientale pentatonice, dând impresia unei opere chineze sau japoneze. Din punct de vedere al versurilor, melodia vorbește despre o iubire neapreciată și nereciprocă, Madonna spunând la revedere. Single-ul a obținut recenzii pozitive din partea criticilor de specialitate, aceștia lăudând versurile poetice și emoționale. „Take a Bow” a fost un succes comercial în Statele Unite, devenind cel de-al unsprezecelea șlagăr al artistei care să ocupe prima poziție a clasamentului Billboard Hot 100. Piesa a ajuns pe locul unu în Canada și s-a clasat în top zece în Italia, Elveția și Noua Zeelandă. În Regatul Unit, melodia a avut un succes moderat, ocupând locul 16 în ierarhia UK Singles Chart și marcând finalul celor 35 de hit-uri de top zece consecutive ale Madonnei în regiunea respectivă.
Videoclipul cântecului „Take a Bow” a fost filmat în Ronda, Spania, sub regia lui Michael Haussman. Acesta o prezintă pe artistă ca fiind iubita uitată a unui toreador (rol jucat de toreadorul spaniol Emilio Muñoz), tânjind după dragostea lui. Videoclipul a câștigat un premiu la categoria „Cel mai bun videoclip al unei cântărețe” la ediția din 1995 a premiilor MTV Video Music Awards. Analizele jurnalistice și academice ale videoclipului cuprind scenariul, utilizarea iconografiei religioase, temele și motivele feminismului și ale supunerii, precum și impactul acestuia în videoclipurile contemporane. Pentru a promova albumul Bedtime Stories, Madonna a cântat „Take a Bow” la câteva ocazii, inclusiv o interpretare împreună cu Babyface la ediția din 1995 a premiilor American Music Awards. În 2016, artista a adăugat melodia în lista pieselor pentru concertele din Asia și Oceania din cadrul turneului Rebel Heart, precum și în lista cântecelor concertului Madonna: Tears of a Clown din Melbourne.

## Informații generale și lansare

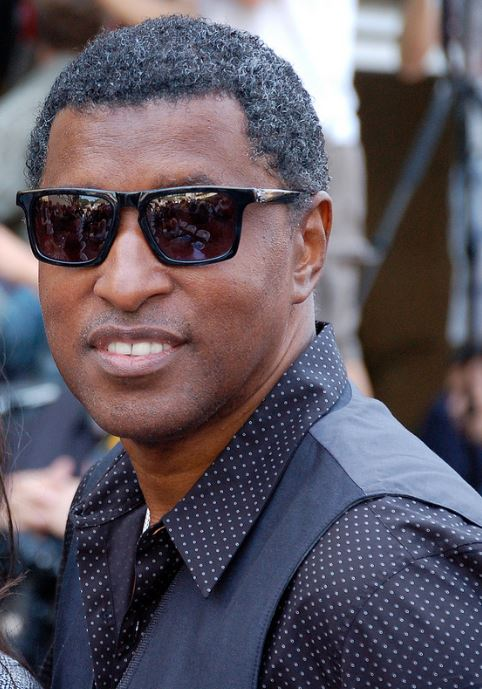
Babyface a contribuit în calitate de compozitor și producător al cântecului „Take a Bow”, alături de Madonna

În urma publicării primei cărți a Madonnei, Sex, rolului din thriller-ul erotic Prețul trupului, cel de-al cincilea album de studio, Erotica, precum și cunoscutului interviu televizat împreună cu David Letterman de la mijlocul-spre-sfârșitul anilor '90, reacția negativă și critică a publicului și a mass-mediei împotriva imaginii sexuale prezentate de Madonna s-a aflat la un apogeu. Cântăreața și-a dorit ulterior să își atenueze imaginea publică explicită. Prima încercare a acesteia a fost lansarea unei balade sensibile, „I'll Remember”, inclusă pe coloana sonoră a filmului Magna cum laude. Din punct de vedere muzical, artista și-a dorit să se îndrepte către o nouă direcție muzicală, experimentând stiluri specifice genurilor muzicale new-jack și R&B, cu un sunet popular și potrivit pentru radio. Cântecul „Take a Bow” a fost inclus pe cel de-al șaselea material discografic al solistei, Bedtime Stories, lansat în luna octombrie a anului 1994. Madonna a explicat în cartea The Billboard Book of Number 1 Hits publicată de Fred Bronson:
„Ideea a fost să îmi juxtapun stilul vocii mele cu sensibilitatea muzicii hip-hop dure, însă produsul final să sune în continuarea precum un album Madonna. Am început acest proces prin întâlniri cu producători hip-hop ai căror muzică am admirat. A fost important, deși am folosit o varietate de colaboratori, să mă asigur că produsul final are un sunet coerent și este întreg din punct de vedere tematic. Nu m-a interesat abordarea unui pachet diversificat.”
După ce a căutat potențiali colaboratori, Madonna a ales să colaboreze alături de Babyface, lucrările acestuia împreună cu artiști precum Whitney Houston, Boyz II Men și Toni Braxton rezultând în cântece R&B care au obținut succes. De asemenea, solista s-a declarat atrasă și pasionată de cântecul „When Can I See You” inclus pe cel de-al treilea lui album de studio, For the Cool in You (1994). Echipa de impresariat a Madonnei l-au contactat pe Babyface pentru a stabili o întâlnire în vederea unei potențiale colaborări. În urma întâlnirii, amândoi au fost surprinși de camaraderia lor, și și-au dorit să compună cântece. Madonna a vizitat reședința lui Babyface, iar după câteva zile, cei doi au conceput două piese. Una dintre ele a fost bazată pe o linie melodică realizată de Babyface, însă acesta nu era sigur în legătură cu direcția muzicală. El a rugat-o pe Madonna să îi asculte compoziția, iar artista a găsit o modalitate de a continua și finaliza cântecul. Babyface a precizat faptul că „era doar un beat și câteva acorduri. De acolo am început să lucrăm împreună și să îl construim... Locuiam în Beverly Hills și îmi creasem un mic studio în casa mea, iar ea venea acolo ca să compună versuri.” Cei doi au fost de acord ca primul vers al cântecului să fie titlul, iar „Take a Bow” (ro.: „Fă o reverență”) a fost scris. Cuvintele nu mai sunt repetate pe parcursul melodiei.
„Take a Bow” a fost lansat drept cel de-al doilea disc single extras de pe Bedtime Stories la 6 decembrie 1994, după „Secret”. Versiunea maxi single a inclus două variante remix. Potrivit lui Jose F. Promis de la AllMusic, primul remix, cunoscut sub denumirea de „In Da Soul” mix, oferă baladei o atmosferă mai funky și urbană, în timp ce al doilea remix, intitulat „Silky Soul Mix”, este unul mai „liniștit” și „melancolic” în comparație cu primul.

## Structura muzicală și versurile
„Take a Bow” a fost înregistrat la studiourile The Hit Factory din New York, în timp ce masterizarea și mixarea a avut loc la studiourile Sterling Sound, New York. Babyface a dezvăluit faptul că s-a simțit emoționat în legătură cu procesul înregistrării unei piese alături de Madonna, temându-se de natura „perfecționistă” a acesteia și considerând-ul în cele din urmă un proces mult prea îndelungat. Cu toate acestea, a fost una dintre melodiile înregistrare și mixate cel mai rapid. Cântecul a fost susținut de o orchestră completă, fiind prima oară când Babyface lucrează cu coarde live. El a susținut că utilizarea unor coarde a fost „la sugestia [Madonnei], iar Nellee Hooper a fost cel care [a aranjat coardele]. Ea a mai lucrat cu ele înainte, însă pentru mine a fost o nouă experiență.” Along with Hooper, Jessie Leavey, Craig Armstrong and Susie Katiyama also worked on the strings and conducting.
„Take a Bow” a fost compus de Madonna și Babyface, și este o baladă pop cu un tempo moderat și cu influențe muzicale japoneze, precum cele din single-ul „Sukiyaki” lansat de Kyu Sakamoto în anul 1961. Cântecul începe cu sunetele unor coarde pentatonice orientale, dând impresia unei opere chineze sau japoneze. Versurile conțin secvențe cu tonalități descendente, acestea fiind inversate la final. Vocea Madonnei este „indolentă și moale”, o stare caracteristică inclusă pe celelalte melodii de pe albumul Bedtime Strories. Refrenul vorbește despre modul în care solista îi spune la revedere unui partener care nu a apreciat-o. Versul „all the world is a stage and everyone has their part” (ro.: „lumea este o scenă și fiecare joacă un rol”) face referire la William Shakespeare și un vers din piesa Cum vă place, „Lumea-ntreagă e o scenă și toți oamenii-s actorii”.
În cartea Madonna: Biografia Intimă, autorul J. Randy Taraborrelli a descris cântecul drept „un șlagăr sumbru, sarcastic despre o dragoste necompensată... [despre o anume persoană] a cărei falsitate a păcălit pe toată lumea, mai puțin pe ea.” El continuă prin a spune că Madonna îi cere individului să facă o plecăciune pentru „prestarea unei interpretări de mare transparență în viață și în dragoste.” Pe lângă trădarea din partea partenerului, versurile o surprind pe cântăreață în încercarea de a înțelege motivele din spatele adulterului. Pe măsură ce piesa avansează, ascultătorul realizează că versurile includ fraze pe care artista și le adresează ei înșiși—„One lonely star and you don't know who you are” (ro.: „O stea singuratică și nu mai știi cine ești”). Potrivit Musicnotes.com, cântecul oferă senzația unui calipso moderat și include un ritm de 80 de bătăi pe minut. Compoziția este realizată în tonalitatea La♭ major, iar vocea Madonnei variază de la nota Mi♭3 la nota Do5. „Take a Bow” conține o secvență simplă de La♭–Si♭ minor7/Mi♭–La♭–Fa♭ major7 în coardele de deschidere, și La♭–La♭/Sol♭–Fa minor7 în versuri, drept progresie de acorduri.

## Recepția criticilor
În urma lansării sale, „Take a Bow” a primit laude și aprecieri din partea criticilor de specialitate. Taraborrelli a spus că este „o baladă melancolică și excelent organizată”. Autorul Chris Wade a scris în cartea sa, The Music of Madonna, că „Take a Bow” este o piesă ce se remarcă de pe albumul Bedtime Stories. Acesta a complimentat vocea Madonnei și a lui Babyface, numind totodată linia melodică „uimitoare”. El a declarat a fi unul dintre „cele mai pure cântece [ale solistei], lipsit în totalitate de mărunțișuri, cunoștință de sine sau referințe sexuale cunoscute; un final elegant al albumului.” Matthew Rettenmund a scris în cartea Encyclopedia Madonnica că este „o baladă sentimentală cu o temă despre lumea spectacolelor”, observând totodată similarități cu versiunea duo-ului The Carpenters a piesei „Superstar”. În timpul unei recenzii pentru Bedtime Stories, Paul Verna de la revista Billboard a opinat că este „un festin pentru [formatele radio] Top 40, rhythm crossover, și AC”. Larry Flick de la publicația menționată anterior a oferit o recenzie pozitivă cântecului; „Continuarea hit-ului de top cinci «Secret» [...] este pe atât de perfectă pe cât single-urile de top 40 devin. Acest cântec nou are o linie melodică încântătoare și un refren memorabil, captivând versurile asemănătoare unui roman de dragoste cu o voce dulce și, în același timp, sentimentală. Un mod simpatic pentru [Madonna] să înceapă anul '95”. J. D. Considine de la ziarul The Baltimore Sun a opinat că piesa este despre „o iubire inocentă” și are un instrumental ce se aseamănă cu „o cascadă blândă”. Peter Calvin de la revista The Advocate a lăudat fluiditatea versurilor, spunând că „efectul este unul cu adevărat sfâșietor. Cântecul... arată că, în fond, Madonna... este exact ca noi”.
O baladă superbă și melancolică despre o iubire nerăsplătită, cântăreața oferind afecțiune unui partener care se ascunde sub o mască pe care doar ea poate să o vadă... [Babyface] face [cântecul] un duet virtual între el și Madonna, reiterându-i cuvintele cu vocea lui tenor care flutură în spatele ei, în timp ce aranjamentul minimalist al piesei este impecabil de elegant. 
James Hunter de la revista Vibe a numit piesa „o capodoperă New Soul”. Stephen Thomas Erlewine de la AllMusic a fost de părere că „Take a Bow” este „extraordinar”, listându-l drept unul dintre cele mai bune melodii de pe albumul Bedtime Stories și declarând că „redă încet linia melodică în sub conștient, pe măsură ce basul pulsează”. Redactorul afirmă că „oferă un antidot pentru Erotica, [disc] ce a fost umplut de ritmuri adânci, dar reci”. Sal Cinquemani de la Slant Magazine l-a numit un cântec „siropos și dulce-amărui”, în timp ce Alex Needham de la revista NME a susținut că este „un șlagăr construit cu măreție după orice standarde”. Matthew Jacobs de la ziarul The Huffington Post l-a clasat pe locul 19 în „Clasamentul Definitoriu Al Single-urilor Madonnei”, scriind că este „cea mai poetică baladă” a ei. În timpul unei ierarhii a single-urilor cu ocazia celei de-a 60-a aniversare a solistei, Jude Rogers de la ziarul The Guardian a listat melodia pe locul 38, numind-o „o impresionantă dramă cinematică și orchestrală”. Chuck Arnold de la revista Entertainment Weekly a considerat „Take a Bow” „unul dintre cele mai elegante și ne-Madonna lucruri pe care ea le-a făcut vreodată”.
Enio Chiola de la revista PopMatters a inclus piesa în „Top 15 single-uri Madonna din toate timpurile”, fiind de părere că „[«Take a Bow»] înfățișează o versiune serioasă și afectată a Madonnei, sigură pe decizia de a încheia o relație sortită eșecului, iar muzica este accentuată de o orchestrație specifică Asiei și versuri încântătoare și poetice”, concluzionând prin a spune că „[Madonna] a învățat repede calea de întoarcere spre inima colectivă a publicului, punând mai mult accent pe muzica ei decât pe sinceritatea din spatele imaginii ei sexuale”. Într-o recenzie a albumului Bedtime Stories publicată în anul 2011, Brett Callwood de la ziarul Detroit Metro Times a numit cântecul „spectaculos”. Keith Jenkins, producător executiv al organizației multimedia NPR, a acordat o recenzie pozitivă melodiei, afirmând că „te inundă și îți face sângele să fiarbă. Poate că nu ai vrea să mergi pe apă după ce o asculți, însă ai putea să vrei să îți recapeți concentrarea și forțele mergând pe sticlă spartă”. Louis Virtel de la website-ul TheBacklot.com a clasat „Take a Bow” pe locul 27 în topul celor mai bune 100 de cântece ale Madonnei. Acesta a scris: „Cel mai de succes single al Madonnei de până acum este o eviscerare a vicleniilor unui iubit, iar natura sa fără speranță o face unul dintre cele mai bune exemple ale baladelor din anii '90”. Rikky Rooksby, autorul cărții The Complete Guide to the Music of Madonna, s-a declarat mai puțin impresionat de melodie. În ciuda faptului că a considerat sunetul acesteia drept „șocant de normal” în urma „ambientalului «Bedtime Story»”, el a fost de părere că durata este una prea lungă și a dedus că „[melodia] nu are logică în ceea ce privește durerea unui rămas bun adevărat.”

## Performanța în clasamentele muzicale

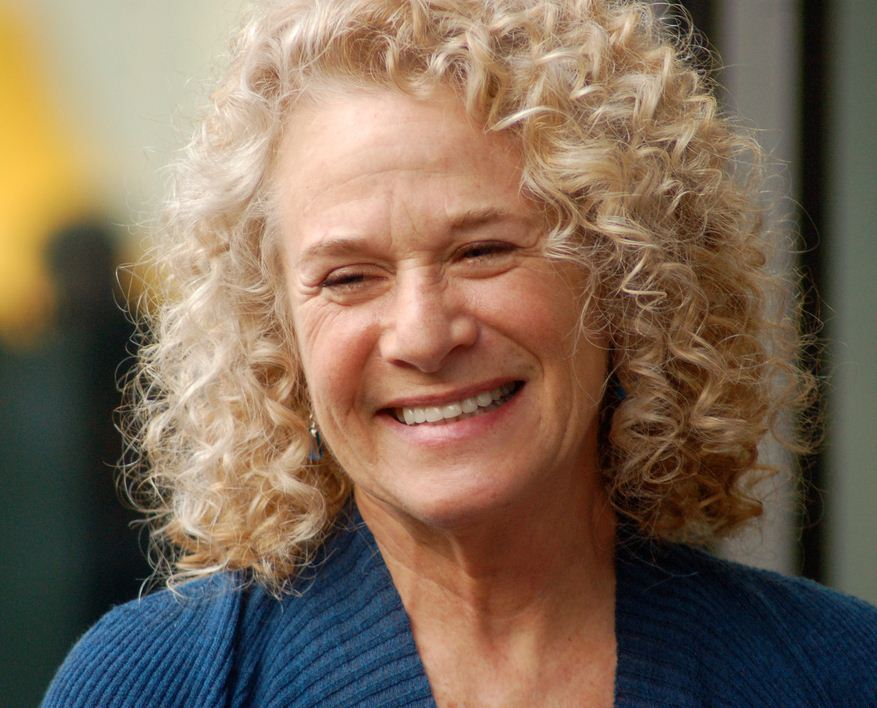
„Take a Bow” a ajuns pe prima poziție a clasamentului Billboard Hot 100, iar Madonna a înlocuit-o astfel pe Carole King drept femeia care a compus cele mai multe cântece de top

„Take a Bow” a obținut succes comercial în Statele Unite, ocupând prima poziție a clasamentului Billboard Hot 100. A fost cel de-al doilea single al Madonnei care ajunge pe locul unu de când revista Billboard a început să folosească datele furnizate de Nielsen SoundScan și Nielsen BDS pentru a compila ierarhia, primul fiind „This Used to Be My Playground”. Piesa și-a menținut poziția timp de șapte săptămâni, fiind single-ul cu cele mai multe săptămâni petrecute în fruntea topului al Madonnei.  A fost al 11-lea ei cântec ce ajunge pe locul unu în Billboard Hot 100, precum și cel de-al 23-lea ei șlagăr de top cinci—ambele fiind recorduri pentru o artistă. De asemenea, cântăreața a înlocuit-o pe Carole King drept femeia care a compus cele mai multe cântece care ajung pe locul unu în Hot 100. Acumulând un total de 30 de săptămâni de prezență în ierarhie, „Take a Bow” a egalat „Borderline” drept cel mai longeviv single al Madonnei în Hot 100. Cântecul i-a oferit Madonnei distincția de a fi pe locul patru în lista artiștilor cu cele mai multe single-uri care ajung în fruntea clasamentului, fiind în urma The Beatles, Elvis Presley, Michael Jackson și The Supremes. În anul 2013, revista Billboard a repartizat „Take a Bow” pe locul patru în lista „Celor mai de succes hit-uri ale Madonna în topul Billboard”, declarându-l al doilea cel mai de succes single al Madonnei lansat în deceniul anilor '90, după „Vogue”.
„Take a Bow” a devenit cel de-al cincilea single al Madonnei care ajunge în fruntea clasamentului Adult Contemporary din Statele Unite, după „Live to Tell”, „La Isla Bonita”, „Cherish”, și „I'll Remember”. Piesa a petrecut nouă săptămâni pe prima poziție. În mod concomitent, cântecul a fost ultimul single al Madonnei ce reușește să se claseze în top 40 în ierarhia R&B din Statele Unite. „Take a Bow” a ocupat locul unu în clasamentul Mainstream Top 40, și locul patru în topul Rhythmic. La 27 februarie 1995, single-ul a fost premiat cu discul de aur de către Recording Industry Association of America (RIAA), iar potrivit revistei Billboard, a fost unul dintre cele mai bine vândute single-uri ale anului 1995, depășind pragul de 500.000 de copii vândute în anul respectiv. Cu ajutorul certificării acordate pentru „Take a Bow”, Madonna a egalat-o pe Janet Jackson drept artiste cu cele mai multe single-uri premiate cu discul de aur. În Canada, piesa a debutat pe locul 85 în ierarhia RPM Singles Chart, ascensionând către prima poziție după 11 săptămâni, devenind totodată cel de-al 12-lea single al Madonnei care ajunge pe locul unu. „Take a Bow” a fost prezent pentru un total de 25 de săptămâni în top, fiind clasat pe locul trei în lista de final de an compilată de RPM. De asemenea, melodia a ajuns pe locul unu în clasamentul RPM Adult Contemporary.
„Take a Bow” a obținut un succes moderat în Regatul Unit, clasându-se pe locul 16 în ierarhia UK Singles Chart. Această poziție a marcat finalul recordului Madonnei de 35 de hit-uri de top zece consecutive în clasament, de la „Like a Virgin” (1984) la „Secret” (1994). Potrivit Official Charts Company, single-ul s-a vândut în 102.739 de exemplare în Regatul Unit, până în august 2008. În Australia, „Take a Bow” a debutat în ierarhia ARIA Singles Chart pe locul 21 la 25 decembrie 1994, urcând ulterior către locul 15, poziția sa maximă. Melodia a acumulat 17 săptămâni de prezență. De asemenea, cântecul a ajuns pe locul doi în Italia și, respectiv, pe locul opt în Elveția. În Noua Zeelandă, single-ul a ocupat locul nouă în topul New Zealand Singles Chart, și a petrecut 13 săptămâni în clasament.

## Videoclipul muzical

### Informații generale și lansare
Videoclipul muzical al piesei „Take a Bow” a fost regizat de Michael Haussman și a fost realizat într-un stil extravagant. Filmările au avut loc în perioada 3-8 noiembrie 1994 în Ronda și corida din Antequera, Spania. Madonna a purtat în videoclip o ținută clasică realizată de creatorul de modă britanic John Galliano. Costumele purtate de artistă în clip au fost create de stilistul Lori Goldstein, acesta primind ulterior premiul „VH1 Fashion and Media” pentru cel mai bun styling. Alți creatori de modă care au furnizat articole vestimentare au fost Donatella Versace și Christian Louboutin, necunoscut la acea vreme. Madonna a invocat stilul anilor '40 prin ținuta ei care a inclus un corset strâns, o rochie de mătase și o pălărie cu voaletă neagră. Scenariul videoclipului are loc în anii '40, Madonna fiind înfățișată drept o parteneră neglijată și abandonată de un toreador, rol jucat de actorul și toreadorul spaniol Emilio Muñoz. Personajul Madonnei tânjește după prezența toreadorului cu o suferință erotică. În timpul unui interviu acordat lui Kurt Loder pentru postul MTV, cântăreața a spus că inspirația inițială din spatele melodiei „Take a Bow” a fost un actor, însă și-a dorit ca personajul masculin din videoclip să fie un matador, putând astfel să prezinte „o poveste de dragoste tragică și obsesivă ce nu ajunge nicăieri într-un final”, iar un matador ar fi mult mai eficient în exprimarea emoțiilor pe care melodia le stârnește.

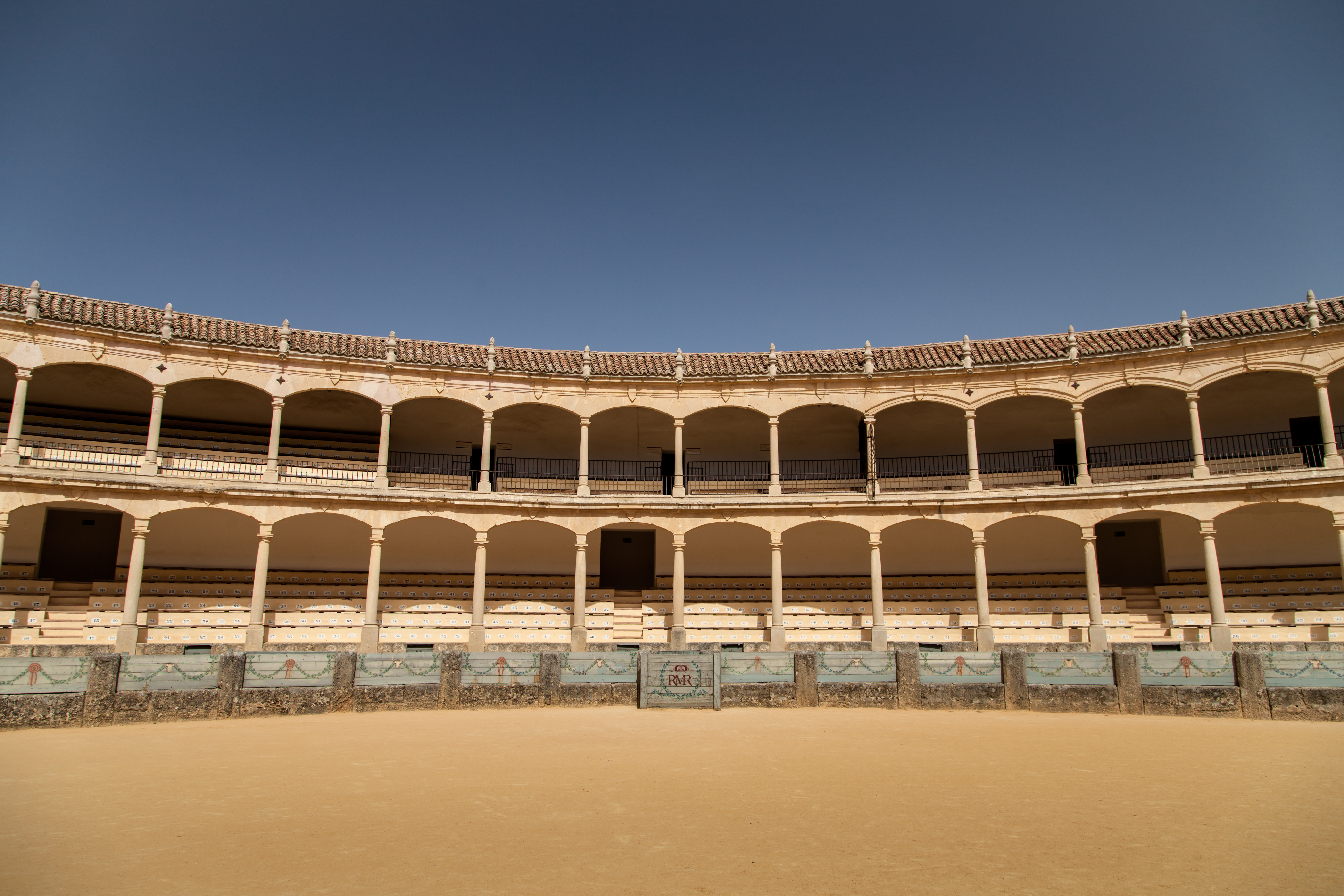
Plaza de Toros de Ronda, locul în care scenele cu lupte de tauri au fost filmate

Madonna a ajuns în Ronda în noiembrie 1994 însoțită de o echipă de 60 de oameni și și-a dorit să filmeze la arenele cu coride din oraș. Cu toate acestea, cererea ei a fost respinsă de Maestranza de Caballería of Ronda (Fraternitatea Cavalerilor Regali din Ronda), aceștia considerând-o a fi o profanare a arenelor dacă artista ar fi filmat acolo, de vreme ce numele ei era asociat la vremea respectivă cu o imagine provocatoare. De asemenea, Madonna a fost nevoită să renunțe la filmările ce urmau să aibă loc în piața orașului din cauza solicitărilor economice mult prea mari ale proprietarului, fostul toreador Antonio Ordóñez, care a cerut 17 milioane de peste (122,302 de dolari în 1994). Ulterior a fost clarificat faptul că Madonna a fost refuzată datorită unor rațiuni morale necunoscute ale fraternității, acuzând că mass-media va face publicitate gratuită numelui cântăreței. Refuzul a generat controverse în Ronda, grupările politice fiind de părere că permisiunea de a filma videoclipul între stânci va fi o modalitate bună de a promova orașul. Madonna a primit mai târziu autorizația de a filma înăuntrul palatului Marchizului Salvatierra. Scenele cu lupte de tauri au fost filmate în Plaza de Toros de Ronda (Arena de coridă din Ronda), în cadrul căreia Muñoz a jucat alături de trei tauri de luptă. Actorul a fost plătit cu 7 milioane de peste (50,360 de dolari în 1994) pentru participarea sa din videoclip.
Clipul a fost lansat la 22 noiembrie 1994 pe MTV. În mod concomitent, acesta a făcut parte din campania de promovare a relansării postului VH1, fiind utilizat în trio-ul de reclame de 30 de secunde, intitulate „Noul VH1”. Reclama prezintă un cuplu într-o mașină Porsche de epocă, oprind în fața unui bancomat. Bărbatul face o tranzacție în timp ce femeia privește canalul VH1 difuzat într-un magazin, videoclipul „Take a Bow” fiind prezentat. După ce bărbatul se întoarce spre mașină, femeia dispare și poate fi văzută în videoclip, alături de Madonna, în timp ce artista apare în mașină și rostește sloganul: „Noul VH1 ... te va absorbi”. Potrivit lui  Abbey Konowitch, care a lucrat în compania Madonnei, Maverick Records, cântăreața a avut o istorie lungă cu MTV și VH1 și, prin urmare, a fost dornică să participe în campanie după ce a fost întrebată de președintele VH1, John Sykes. Pentru a filma reclama, ținutele purtate în videoclip au trebuit să fie livrate încă o dată de la creatorii de modă. Madonna s-a declarat a fi impresionată de tehnologia utilizată în reclamă pentru a o transpune pe ea și pe femeie împreună.

### Sinopsis și recepție

Captură din videoclipul cântecului „Take a Bow” cu patru cadre diferite. Primul și ultimul prezintă imaginea inspiratǎ de anii '40 a Madonnei, al treilea surprinde unul dintre momentele de coridǎ, în timp ce al doilea o prezintă pe artistă după ce a fost abuzată fizic de către toreador. Această scenă a fost descrisă de autorul Georges-Claude Guilbert drept „deprimantă”.

Videoclipul muzical începe cu scene în care Madonna, toreadorul (Muñoz) și locuitorii din oraș se pregătesc pentru a participa la o luptă cu tauri. Un al doilea montaj o prezintă pe Madonna stând în picioare, sau pe jos, în apropierea unui televizor, într-o cameră luminată de un singur bec instalat deasupra. Al treilea montaj o înfățișează pe solistă purtând lenjerie intimă și zvârcolindu-se într-un pat, în timp ce îl urmărește pe Muñoz la televizor. În arenă, toreadorul omoară un taur, apoi sosește acasă și o abuzează fizic și emoțional pe Madonna. Videoclipul ar putea fi considerat o declarație privind discriminarea pe baza clasei sociale, presupunând că toreadorul se simte amenințat și înfuriat de statutul artistocraților, rezultând în atacul fizic și abandonarea crudă a ei.
Stilul videoclipului muzical a fost comparat cu filmul Matador (1986) al regizorului spaniol Pedro Almodóvar, Antonio Banderas fiind actorul principal al peliculei. Madonna l-a rugat pe Haussman să îi ofere clipului o temă spaniolă deoarece, la vremea respectivă, aceasta încerca să obțină rolul Evei Perón din filmul Evita. Astfel, cântăreața a trimis o copie a videoclipului către regizorul Alan Parker drept o modalitate de „audiție” pentru rol. Madonna a primit în cele din urmă rolul lui Perón. Clipul pentru single-ul artistei din 1995, „You'll See”, este considerat o continuare a celui pentru „Take a Bow”, de vreme ce Madonna și Emilio Muñoz își reiau rolurile. În videoclipul respectiv, personajul Madonnei îl părăsește pe toreador (Muñoz), lăsându-l în urmă cuprins de disperare. Artista este prezentată într-un tren, și mai apoi într-un avion, pe măsură ce personajul lui Muñoz încearcă zadarnic să o ajungă din urmă.
Videoclipul cântecului „Take a Bow” a stârnit controverse, activiștii pentru drepturile animalelor acuzând-o pe artistă că încurajează și favorizează coridele. În Australia, programul muzical Video Hits a adăugat o bandă în partea de jos a ecranului atunci când videoclipul era difuzat, cu un text în care se afirma că producătorii programului nu sprijină glorificarea sportului înfățișat în videoclip, în timp ce programul Rage de pe canalul ABC TV a refuzat difuzarea clipului în cadrul programului de Top 50 cu audiență generală. Madonna a câștigat un premiu la categoria „Cel mai bun videoclip al unei cântărețe” la ediția din 1995 a premiilor MTV Video Music Awards pentru „Take a Bow”. Acesta a fost nominalizat, de asemenea, la categoria „Cea mai bună scenografie”, însă a pierdut în favoarea single-ului „Scream” lansat de Michael Jackson și Janet Jackson. VH1 a clasat videoclipul pe locul 27 în clasamentul celor mai sexy momente din clipuri. În 2012, programul de televiziune Extra a inclus „Take a Bow” în „Top 10 cele mai sexy videoclipuri muzicale ale Madonnei.” Acesta este inclus pe compilațiile The Video Collection 93:99 (1999) și Celebration: The Video Collection (2009).

### Analiză și impact în cultura pop
Asemănător cu alte videoclipuri muzicale ale Madonnei, precum „La Isla Bonita” și „Like a Prayer (cântec)”, imaginile religioase joacă un rol important în clip. Utilizarea de imagini specifice catolicismului este discutată în cartea Madonna's Drowned Worlds. Autorul Santiago Fouz-Hernández subliniază că, față de clipurile anterioare ale solistei, referințele religioase din „Take a Bow” sunt asociate cu toreadorul, și nu cu Madonna, datorită faptului că imaginile religioase joacă un rol important în ritualul coridelor. S-a susținut, de asemenea, ipoteza conform căreia Madonna „subminează structura genurilor și subiectivismul masculinității implicite din tradiționalele lupte cu tauri.” Acest lucru este demonstrat prin intermediul „feminizării matadorului și accentul pus pe rolul jucat de Madonna”, dar și cu ajutorul „privirii dominante” pe care solista o are în timp ce îl privește pe matador în luptă.
| Imagine indisponibilă |  | Imagine indisponibilă |
| Videoclipul muzical al cântecului „Take a Bow” a inspirat clipul lui Justin Timberlake pentru single-ul „SexyBack” (2006) și a fost, de asemenea, referențiat în clipul lui Britney Spears pentru melodia „Radar” (2009) |  |                       |

Roger Beebe, unul dintre autorii cărții Medium Cool: Music Videos from Soundies to Cellphones, a observat că videoclipul este un exemplu „pentru modul în care muzica, imaginea și versurile unui cântec posedă propria lor temporalitate”. El a explicat că natura „fermecătoare” a cântecului este în contradicție cu scenele repetitive ale videoclipului, fiind de părere că acestea indică faptul că protagonistul este implicat în astfel de acțiuni de foarte mult timp, inclusiv „demoralizatoarele scene de sex”. În cartea Madonna as Postmodern Myth, autorul Georges-Claude Guilbert relatează că videoclipul „sfidează diversitatea feministelor, precum Marilyn Frye și Adrienne Rich, fiind prezentat un dezgustător exemplu al demodatei obediențe a femeii.” Madonna a răspuns acestor critici prin afirmația „Nu cred că orice organizație ar trebui să îmi dicteze ce să fac și ce să nu fac din punct de vedere artistic.” Guilbert a scris, de asemenea, despre iconografia religioasă prezentă în videoclip, îndeosebi reprezentarea dubioasă a Fecioarei Maria. El a explicat că, cel mai adesea, Madonna și toreadorul fac dragoste prin ecranul televizorului, sugerând că „puritatea unuia dintre cei doi trebuie să se mențină în permanență”.
În timpul unei recenzii pentru „Take a Bow”, Keith Jenkins, producător executiv al organizației multimedia NPR, a spus că videoclipul „are tonuri înrămate, bogate și senzuale de sepia”, și în ciuda faptului că acesta nu lasă prea mult pentru imaginație, el devine imaginația însăși, viziunea Madonnei „fiind forată în creierul tău și dezlegându-ți ochiul de veghe.” Carol Vernallis, autoarea publicației Experiencing Music Video: Aesthetics and Cultural Context, a relatat că videoclipul exemplifică în mod coerent versurile cântecului. Ea a clarificat că scenele în care Madonna și Muñoz se îmbracă și își pun mănușile subliniază scenariul și versul care apar mai târziu, „all the world loves a clown” (ro.: „Tuturor le place un clovn”). În timpul versului respectiv, Muñoz are o expresie facială infatuată, Vernallis deducând-o drept „începutul poveștii despre posesiune și faimă” înfățișată în clip. Atunci când Madonna cântă „I've always been in love with you” (ro.: „Mereu am fost îndrăgostită de tine”), ea apare în videoclip uneori ca o adolescentă, și alteori ca o femeie de vârstă mijlocie. Pentru Vernallis nu a fost clar dacă imaginile au fost o reprezentare literală sau simbolică a versurilor, „încorporând o afecțiune de durată, ca părți separate ale psihicului Madonnei, sau ca pretențiile exagerate ale unui fan înfocat.” Autoarea a observat, de asemenea, că scena în care solista își înțeapă mâna cu un ac face relația ei cu toreadorul mai ambiguă. Costumele și linia melodică i-au amintit lui Vernallis de opera lui Giacomo Puccini din 1904, Madama Butterfly, deși are un scenariu invers. Scenele în care Madonna stă într-o cameră închisă cu un singur bec a stârnit comparații cu personajul lui Glenn Close din thriller-ul psihologic Atracție fatală (1987). O altă observație făcută de Vernallis a fost despre lupta pentru putere în videoclip, conflict pe care Madonna îl pierde treptat și ajunge să fie alungată într-un colț al camerei.
Clipul melodiei „Take a Bow” a fost o sursă de inspirație pentru videoclipul cântecului „SexyBack” (2006) a lui Justin Timberlake. Potrivit solistului, el a ales să lucreze alături de Michael Haussman la regia pentru „SexyBack” deoarece „Take a Bow” este unul videoclipurile lui preferate ale Madonnei. El a continuat spunând: „Chiar și în prezent, încă îmi amintesc efectele vizuale, imaginile, modul în care el a capturat-o. De multe ori, Madonna pare să fie persoana care se află în control, dar în acel videoclip, ea a părut vulnerabilă. A fost un lucru interesant de urmărit.” Potrivit regizorului Dave Meyers, clipul pentru single-ul „Radar” (2009) a lui Britney Spears este un omagiu adus videoclipului „Take a Bow”. Meyers a explicat: „[căutam] o cale să o aducem într-un mediu contemporan și elegant. Să mă raportez la clipul Madonnei m-a făcut să mă simt puternic. Britney nu a mai făcut așa ceva până acum.”

## Interpretări live, versiuni cover și apariții în mass-media

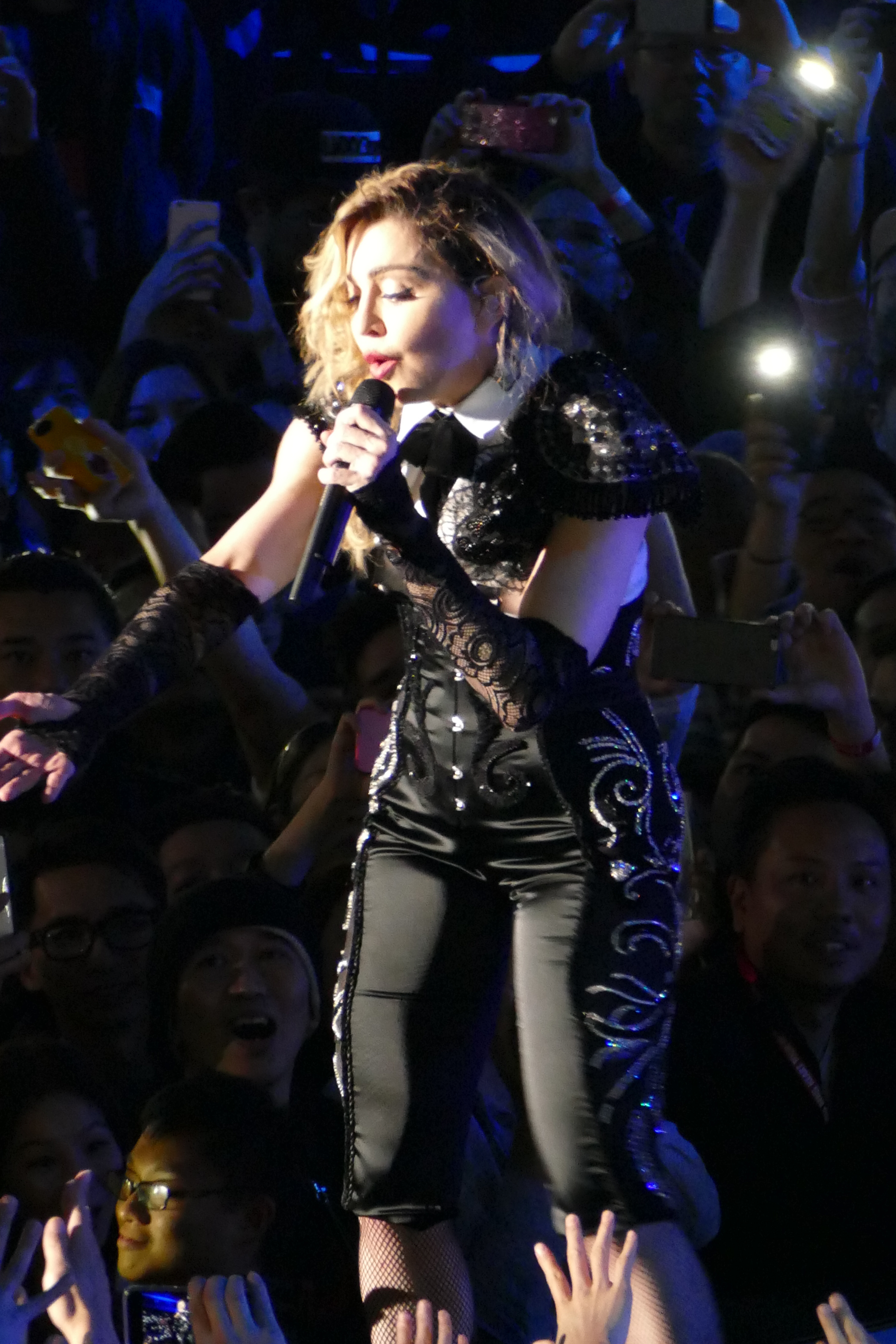
Madonna interpretând „Take a Bow” într-un concert organizat în Taipei din cadrul turneului Rebel Heart, la 6 februarie 2016.

La 30 ianuarie 1995, Madonna a cântat „Take a Bow” la gala din 1995 a premiilor American Music Awards, acompaniată pe scenă de Babyface și o orchestră completă. Babyface a spus că spectacolul a fost terifiant pentru el: „M-am simțit foarte emoționat. Dar nu ați putut să îmi vedeți picioarele tremurânde sub costum. După ce am terminat, ea mi-a spus că nu s-a mai simțit atât de emoționată niciodată. A fost o nebunie pentru mine — mă gândeam «Tu ești Madonna, ești întotdeauna pe scenă!»”. La 18 februarie 1995, artista a sosit în Europa în campania de promovare a albumului Bedtime Stories; în aceeași zi, a apărut la emisiunea de televiziune germană Wetten, dass..?, unde a acordat un interviu și a interpretat „Secret” și „Take a Bow”. Pe 22 februarie 1995, Madonna și Babyface au cântat piesa la ediția din 1995 a festivalului muzical Sanremo în Sanremo, Italia. La finalul spectacolului, solista a mulțumit publicului în limba italiană, și a primit ovații în picioare. Cântăreața a repetat melodia pentru turneul Re-Invention din anul 2004, însă aceasta a fost ulterior eliminată de pe lista de piese, nefiind inclusă în spectacol.
Madonna nu a mai cântat „Take a Bow” la niciunul dintre turneele ei până pe 4 februarie 2016, interpretând single-ul la cele două concerte organizate în Taipei în cadrul turneului Rebel Heart. După interpretare, solista a exclamat: „A fost distractiv! Prima oară. Am încurcat câteva note, dar tot m-am simțit bine să cânt.” Artista a continuat să cânte melodia și în alte spectacole ale turneului Rebel Heart, organizate în Asia și Oceania. . Interpretarea live a fost inclusă ca piesă bonus pe ediția distribuită în Japonia a lansării DVD/Blu-ray a materialului Rebel Heart Tour (2017). O versiune acustică a fost cântată în timpul spectacolului Madonna: Tears of a Clown organizat în Melbourne.
Sandy Lam, o cântăreață pop originară din Hong Kong, a înregistrat o versiune pentru albumului ei din 1997 cu cover-uri în limba engleză, „Wonderful World (美妙世界)”. Solista serbiană Bebi Dol a înregistrat o versiune în limba sârbă, intitulată „Pokloni se”, pentru albumul ei din 1995, Ritam srca. Cântăreața filipineză de muzică bossa-nova, Sitti, a înregistrat o versiune cover pentru cel de-al doilea ei album de studio, My Bossa Nova. Formația coreană de muzică rock Jaurim a realizat o versiune cover pentru albumul The Youth Admiration. Trisha Yearwood și Babyface au interpretat piesa la emisiunea Crossroads, difuzată pe canalul CMT la 21 septembrie 2007. Melissa Totten a înregistrat o versiune Hi-NRG pentru albumul ei dance, Forever Madonna. Cântărețul american de muzică fol Matt Alber a interpretat o versiune acustică pentru albumului lui din 2011, Constant Crows. „Take a Bow” a fost difuzat în timpul ultimului episod din primul sezon al serialului Prietenii tăi, „The One Where Rachel Finds Out”, în secvența în care Rachel merge la aeroport pentru a-i mărturisi lui Ross că ea s-a îndrăgostit de el. „Take a Bow” a fost, de asemenea, utilizat în reclamele pentru ultimul sezon al serialului Beverly Hills, 90210.

## Ordinea pieselor pe disc și formate
| - Single 7" distribuit în Statele Unite 1. „Take a Bow” (Versiunea de pe album) – 5:20 2. „Take a Bow” (Indasoul Mix) – 4:57 - CD single remix distribuit în Japonia 1. „Take a Bow” (Indasoul Mix) – 4:57 2. „Take a Bow” (Versiune editată) – 4:31 3. „Take a Bow” (Silky Soul Mix) – 4:11 4. „Take a Bow” (Indasoul Instrumental) – 4:56 5. „Take a Bow” (Silky Soul Instrumental) – 4:11 6. „Take a Bow” (Instrumental) – 5:20 7. „Bedtime Story” (Versiune editată) – 4:08 8. „Bedtime Story” (Junior Wet Dream Mix) – 8:33 | - Maxi single distribuit în Statele Unite și Australia 1. „Take a Bow” (Indasoul Mix) – 4:57 2. „Take a Bow” (Indasoul Instrumental) – 4:56 3. „Take a Bow” (Versiunea de pe album) – 5:20 4. „Take a Bow” (Instrumental) – 5:20 5. „Take a Bow” (Silky Soul Mix) – 4:11 - CD single distribuit în Regatul Unit, Australia și Europa 1. „Take a Bow” (Versiune editată) – 4:25 2. „Take a Bow” (Versiunea de pe album) – 5:20 3. „Take a Bow” (Instrumental) – 5:20 |

## Acreditări și personal
- Madonna – textier, producător, voce principală
- Babyface – textier, producător, acompaniament vocal, sintetizator de ritm
- Dallas Austin – sintetizator de ritm
- Mark „Spike” Stent – inginer de sunet
- Alvin Speights – mixaj audio
- Nellee Hooper – coarde, dirijor
- Jessie Leavey – coarde, dirijor
- Craig Armstrong – dirijor
- Susie Katiyama – dirijor
- Fabien Baron – direcție artistică
- Patrick Demarchelier – fotograful copertei

Persoanele care au lucrat la acest cântec sunt preluate de pe broșura albumului Bedtime Stories.

## Prezența în clasamente
| Țară (clasament 1994–1995)                         | Poziția maximă | Referință |
| -------------------------------------------------- | -------------- | --------- |
| Australia (ARIA)                                   | 15             | [ 48 ]    |
| Austria (Ö3 Austria)                               | 22             | [ 90 ]    |
| Belgia (Ultratop 50 Flandra)                       | 19             | [ 91 ]    |
| Canada (RPM Top Singles)                           | 1              | [ 42 ]    |
| Canada (RPM Adult Contemporary)                    | 1              | [ 45 ]    |
| Elveția (Swiss Hitparade)                          | 8              | [ 92 ]    |
| Europa (European Hot 100 Singles)                  | 17             | [ 93 ]    |
| Franța (SNEP)                                      | 25             | [ 94 ]    |
| Germania (Official German Charts)                  | 18             | [ 95 ]    |
| Irlanda (IRMA)                                     | 17             | [ 96 ]    |
| Islanda (Íslenski Listinn Topp 40)                 | 11             | [ 97 ]    |
| Italia (FIMI)                                      | 2              | [ 49 ]    |
| Norvegia (VG-lista)                                | 13             | [ 98 ]    |
| Noua Zeelandă (RMNZ)                               | 9              | [ 99 ]    |
| Olanda (Dutch Top 40)                              | 34             | [ 100 ]   |
| Olanda (Single Top 100)                            | 39             | [ 101 ]   |
| Regatul Unit (OCC)                                 | 16             | [ 102 ]   |
| Scoția (OCC)                                       | 14             | [ 103 ]   |
| Suedia (Sverigetopplistan)                         | 19             | [ 104 ]   |
| Statele Unite ale Americii (Billboard Hot 100)     | 1              | [ 105 ]   |
| Statele Unite ale Americii (Adult Top 40)          | 35             | [ 106 ]   |
| Statele Unite ale Americii (Adult Contemporary)    | 1              | [ 35 ]    |
| Statele Unite ale Americii (Hot R&B/Hip-Hop Songs) | 40             | [ 107 ]   |
| Statele Unite ale Americii (Mainstream Top 40)     | 1              | [ 36 ]    |
| Statele Unite ale Americii (Rhytmic)               | 4              | [ 37 ]    |

| Țară (clasament 1995)                           | Poziția maximă | Referință |
| ----------------------------------------------- | -------------- | --------- |
| Canada (RPM Top Singles)                        | 3              | [ 44 ]    |
| Canada (RPM Adult Contemporary)                 | 4              | [ 108 ]   |
| Elveția (Swiss Hitparade)                       | 37             | [ 109 ]   |
| Europa (European Hot 100 Singles)               | 81             | [ 93 ]    |
| Germania (Official German Charts)               | 73             | [ 110 ]   |
| Italia (FIMI)                                   | 37             | [ 111 ]   |
| Statele Unite ale Americii (Billboard Hot 100)  | 8              | [ 112 ]   |
| Statele Unite ale Americii (Adult Contemporary) | 4              | [ 112 ]   |

| Țară (clasament)                               | Poziția maximă | Referință |
| ---------------------------------------------- | -------------- | --------- |
| Statele Unite ale Americii (Billboard Hot 100) | 24             | [ 113 ]   |

| Țară (clasament 1958–2018)                     | Poziția maximă | Referință |
| ---------------------------------------------- | -------------- | --------- |
| Statele Unite ale Americii (Billboard Hot 100) | 284            | [ 114 ]   |

## Vânzări și certificări
| \| Țară (clasament) \| Vânzări/ puncte \| Certificare \| Referințe \| \| --------------------------------- \| --------------- \| ----------- \| --------- \| \| Regatul Unit (BPI) \| +102,739 \| — \| [115] \| \| Statele Unite ale Americii (RIAA) \| +500.000 \| \| [38][39] \| | Note - reprezintă „disc de aur”. |             |               |
| Țară (clasament) | Vânzări/ puncte                  | Certificare | Referințe     |
| Regatul Unit (BPI) | +102,739                         | —           | [ 115 ]       |
| Statele Unite ale Americii (RIAA) | +500.000                         |             | [ 38 ] [ 39 ] |

## Bibliography
- en Beebe, Roger; Middleton, Jason (2007). Medium Cool: Music Videos from Soundies to Cellphones. Duke University Press. ISBN 9780822341628.
- en Bronson, Fred (2003). The Billboard Book of Number 1 Hits. Billboard books. ISBN 0823076776.
- en Feldman, Christopher (2000). Billboard Book of Number 2 Singles. Watson-Guptill. ISBN 0-8230-7695-4.
- en Fouz-Hernández, Santiago; Jerman-Ivens, Freya (2004). Madonna's Drowned Worlds. Ashgate Publishing. ISBN 0-7546-3372-1.
- en Guilbert, Georges-Claude (2002). Madonna as Postmodern Myth. McFarland. ISBN 0-7864-1408-1.
- en McAleer, Dave (2004). Hit Singles: Top 20 Charts from 1954 to the Present Day. Hal Leonard Corporation. ISBN 9780879308087.
- en Rettenmund, Matthew (2016). Encyclopedia Madonnica 20. Boyculture Publications. ISBN 978-0-692-51557-0.
- en Roberts, David (2004). British Hit Singles & Albums (ed. 17th). Guinness World Records. ISBN 0-85112-199-3.
- en Rooksby, Rikky (2004). The Complete Guide to the Music of Madonna. Omnibus Press. ISBN 0-7119-9883-3.
- en Sullivan, Steve (2013). Encyclopedia of Great Popular Song Recordings, Volume 2. Scarecrow Press. ISBN 9780810882966.
- en Taraborrelli, Randy J. (2008). Madonna: Biografia Intimă. Simon & Schuster. ISBN 978-1416583462.
- en Timmerman, Dirk (2007). Madonna Live! Secret Re-inventions and Confessions on Tour. Maklu Publishers. ISBN 9789085950028.
- en Vernallis, Carol (2004). Experiencing Music Video: Aesthetics and Cultural Context. Columbia University Press. ISBN 9780231508452.
- en Wade, Chris (2016). The Music of Madonna. Wisdom Twins Books. ISBN 978-1-326-53580-3.